# Nord Vidzeme biosfærereservat
Nord Vidzeme biosfærereservat (NVBR) (lettisk: Ziemeļvidzemes biosfēras rezervāts) er det eneste biosfærereservat i Letland, og ligger i den nordlige Vidzeme-region i det nordvestlige Letland langs grænsen til Estland. Reservatet omfatter varierede naturlige og semi-naturlige levesteder i primære og traditionelle landskaber. NVBR omfatter 25 naturreservater, en naturpark og to beskyttede marine territorier.
NVBR genererer naturturisme via floden Salaca, som starter sin 95 km lange rejse fra Burtnieks-søen og ender i Østersøen.

## Historie
I 1990 blev Nord Vidzeme regionale naturbeskyttelseskompleks skabt af den lettiske regering på grænsen til det nuværende biosfærereservat. En administration blev oprettet i Salacgrīva, som startede aktiv planlægning for oprettelsen af det første biosfærereservat i landet. Det nye beskyttede område omfattede cirka 6 % af Letlands samlede areal, inklusive flere byer, industri- og infrastrukturobjekter.
Nord Vidzeme biosfærereservat blev officielt oprettet den 11. december 1997. Siden dets oprettelse har den været internationalt anerkendt i UNESCOs menneske- og biosfære-program. Det blev også en del af Verdensnetværk af biosfærereservater.
I begyndelsen var den centrale administration placeret i badebyen Salacgrīva i en renoveret historisk bygning med en stab på 11 medlemmer. Personale var udstationeret i forskellige dele af reservatet. Tolv år senere, i 2009, blev administrationen af biosfærereservatet integreret i Letlands Naturbeskyttelsesagentur. I 2011 blev administrationen af Letlands Naturbeskyttelsesagentur (NCAL) omorganiseret. I 2013 blev der udpeget en koordinator for Biosfærereservatet.
Vidzeme Regional Administration (VRA) omfatter store områder som Gauja Nationalpark, Nord Vidzeme biosfærereservat og andre beskyttede landskabsområder og strengt beskyttede reservater.
Konsulentrådet består nu af 24 medlemmer, som repræsenterer forskellige lokale kommuner, statslige institutioner og NGO'er.

## Statistikker
- Indbyggertal : 49.591 i 2017
- Koordinater : 57°20' til 58°10' N; 24°20' til 26°00' Ø
- Samlet areal : 4.576 kvadratkilometer (ca. 6 % af Letland), hvoraf:
  - Kærneområde: 184,4 kvadratkilometer
  - Landskabsbeskyttelseszoner : 1.600 kvadratkilometer
  - Neutrale zoner : 1.625,6 kvadratkilometer
  - Havets kyst indtil en dybde på 10 m: 1.160 kvadratkilometer
- Højde over havets overflade : 0 – 127 m
- Vigtigste økosystemer : tempererede nåletræer og blandede skove . Højmoser, kystklitter, kystnære enge, uberørte strande, naturlige søer og vandløb, sandstensklipper .

## Turisme
Populære turiststeder i Nord Vidzeme biosfærereservat omfatter:
- Salaca-floden - en flod, der løber gennem reservatet og er omgivet af sandstensklipper og huler.

- Vidzemekysten - en strand med sandstensklipper, vandfald og kampesten.

- Burtnieks-søen - den 4. største sø i Letland.

- Seda, sump og landområde - dette område indeholder fugletårne til fuglekiggeri, der er opsat på kanten af sumpen.[4]
- Naturstier